# Діана Версальська
Діа́на Верса́льська або Артемі́да Верса́льська (фр. Diane de Versailles Leochares) — давньогрецька скульптура, яку створив скульптор Леохар.

## Історія
Статуя богині Артеміди (на римський кшталт — Діани)  була створена давньогрецьким скульптором Леохаром з бронзи. До нас дійшла в римській копії І чи ІІ століття н.е. і була знайдена в містечку Немі, за двадцять два кілометри від папської столиці. У Немі за часів античності було святилище Артеміди-Діани. 
Набагато пізніше скульптури подібного типу були знайдені під час розкопок в колишніх античних містах Лептіс-Магна та в Анталії.

## Опис витвору
Скульптура в повний зріст представляє богиню полювання Артеміду. Висота скульптури 2,01 м. Артеміду показано під час полювання: богиня стрімко рухається вперед і озирається убік, можливо, побачивши здобич. Підпорою мармурової скульптури є стовбур дерева та мале оленятко, що біжить поруч. Богиня тримає однією рукою лук (зазвичай поламаний і не відновлений в копіях), а другою старається дістати стрілу із сагайдака за спиною. 
Артеміда одягнена в дорійський хітон і гіматій, що зовсім не заважають стрімким і вільним рухам богині. Водночас образ богині має вишуканий, елегантний характер. Вираз обличчя гордовитий, величний, негнучкий, притаманний дикуватій богині, що над усе зберігала власну цнотливість. Весь характер скульптурного образу — холодно-елегантний, нескорений, майже неприємний, незважаючи на природні жести богині.

## Побутування скульптури
Римський папа Павло IV подарував знайдену в містечку Немі скульптуру королю Франції Генріху ІІ, як вважають, з натяком на коханку короля Діану де Пуатьє. Генріх ІІ наказав прикрасити античною скульптурою сад у королівській резиденції Фонтенбло. Антична скульптура справила значне враження на митців Франції і надвірну культуру. Король дав наказ перевезти скульптуру в паризький палац Лувр, а порожнє місце в саду резиденції Фонтенбло зайняла бронзова копія, створена в стилістиці французького маньєризму. Ще одну копію скульптури за наказом короля Людовика ХІІІ передали в подарунок королю Англії, і Діану-мисливицю розмістили в королівській резиденції — Віндзорському замку.
Пригоди мармурової скульптури у Франції на цьому не закінчилися. Король Людовик XIV дав наказ перевезти Діану до Версалю, звідки йде і її пізня поширена назва — «Діана Версальська». Скульптуру в черговий раз копіювали. Це зробив надвірний французький скульптор Гійом Кусту — задля передачі до палацу Марлі.
В роки директорії після Французької революції 1798 року «Діана Версальська» була конфіскована з Версальського палацу і передана на збереження до Лувру, який тоді став національним музеєм.
Копія статуї Діани Версальської є в Житомирі. Вона була створена на кошти барона Івана Максиміліановича Де Шодуара й розміщена на міській набережній річки Тетерів.